# Michael Bowen
Michael Bowen, född 21 juni 1953 i Houston, Texas, är en amerikansk skådespelare.

## Biografi
Michael Bowen föddes i Houston, Texas. Han jobbar ofta ihop med regissören Quentin Tarantino. Bowen är farbror till skådespelerskorna Martha Plimpton och Ever Carradine samt halvbror till skådespelarna Robert och Keith Carradine. Hans far, Michael Bowen var artist och hans mor, Sonia Sorel, var också hon skådespelare. Hans styvbror Mireya Romo-Bowen är också  artist. Bowen har fyra barn.

## Filmografi

### Filmer
| År   | Titel                       | Roll            |
| ---- | --------------------------- | --------------- |
| 1983 | Valley Girl                 | Tommy           |
| 1984 | Night of the Comet          | Larry           |
| 1984 | The Wild Life               | Vince           |
| 1985 | Private Resort              | Scott           |
| 1986 | Iron Eagle                  | Knotcher        |
| 1987 | Less Than Zero              | Hop             |
| 1989 | The Ryan White Story        | Harley          |
| 1990 | Gudfadern del III           | Maskerad man #2 |
| 1994 | Love and a .45              | Ranger X        |
| 1994 | Beverly Hills Cop III       | Fletch          |
| 1995 | Real Ghosts                 | Bobby Mackey    |
| 1997 | Excess Baggage              | Gus             |
| 1997 | Jackie Brown                | Mark Dargas     |
| 1999 | Magnolia                    | Rick Spector    |
| 2003 | Kill Bill: Volume 1         | Buck            |
| 2004 | Walking Tall                | Deputy Sheriff  |
| 2008 | Autopsy                     | Travis          |
| 2008 | Deadgirl                    | Clint           |
| 2009 | Cabin Fever 2: Spring Fever | Rektor Sinclair |
| 2009 | The Last House on the Left  | Morton          |
| 2011 | Brawler                     | Rex Baker       |
| 2011 | Echo Park Love Story        | Gitarrmakaren   |
| 2011 | Apart                       | Teddy Berg      |
| 2011 | The Perfect Student         | Detektiv Walker |
| 2012 | Django Unchained            | Spårare         |
| 2012 | Slumber Party Slaughter     | Modman          |
| 2012 | Soda Springs                | Larry           |
| 2013 | Duke                        | Sgt. Roman      |
| 2013 | Deep Dark Canyon            | Randy Cavanaugh |
| 2014 | Mata Hari                   | Mike            |

### TV-serier
| År          | Titel                          | Roll            | Notering                       |
| ----------- | ------------------------------ | --------------- | ------------------------------ |
| 2003        | CSI: Crime Scene Investigation | Marty Cooperman | Episod: "Jackpot"              |
| 2006 – 2007 | Lost                           | Danny Pickett   | 7 episoder                     |
| 2009        | Criminal Minds                 | Tommy Anderson  | Episod: "Haunted"              |
| 2009        | Dark Blue                      | Dan Kemp        | Episod: "Ice"                  |
| 2010        | CSI: Crime Scene Investigation | Jason Richter   | Episod: "Cold Blooded"         |
| 2010        | Scoundrels                     | Charlie         | 5 episoder                     |
| 2012        | Revolution                     | Ray Kinsey      | Episod: "The Plague Dogs"      |
| 2012 – 2013 | Breaking Bad                   | Jack Welker     | 7 episoder                     |
| 2014        | Raising Hope                   | Mullet          | Episod:"How I Met Your Mullet" |